# Liubașivka, Ucraina
Liubașivka (în ucraineană Любашівка) este așezarea de tip urban în raionului Bârzula din regiunea Odesa, Ucraina.

## Demografie
Componența lingvistică a așezării de tip urban Liubașivka
     Ucraineană (93,72%)
     Rusă (4,51%)
     Alte limbi (1,38%)
Conform recensământului din 2001, majoritatea populației așezării de tip urban Liubașivka era vorbitoare de ucraineană (93,72%), existând în minoritate și vorbitori de rusă (4,51%).